# Бойван
Бойван (порт. Boivão)  —  район (фрегезия) в Португалии,  входит в округ Виана-ду-Каштелу. Является составной частью муниципалитета  Валенса. По старому административному делению входил в провинцию Минью. Входит в экономико-статистический  субрегион Минью-Лима, который входит в Северный регион. Население составляет 247 человек на 2001 год. Занимает площадь 7,79 км².
Покровителем района считается Иаков Зеведеев (порт. São Tiago). 